# Maxillariella graminifolia
Maxillariella graminifolia là một loài thực vật có hoa trong họ Lan. Loài này được (Kunth) M.A.Blanco & Carnevali mô tả khoa học đầu tiên năm 2007.